# Crítica ao racionalismo

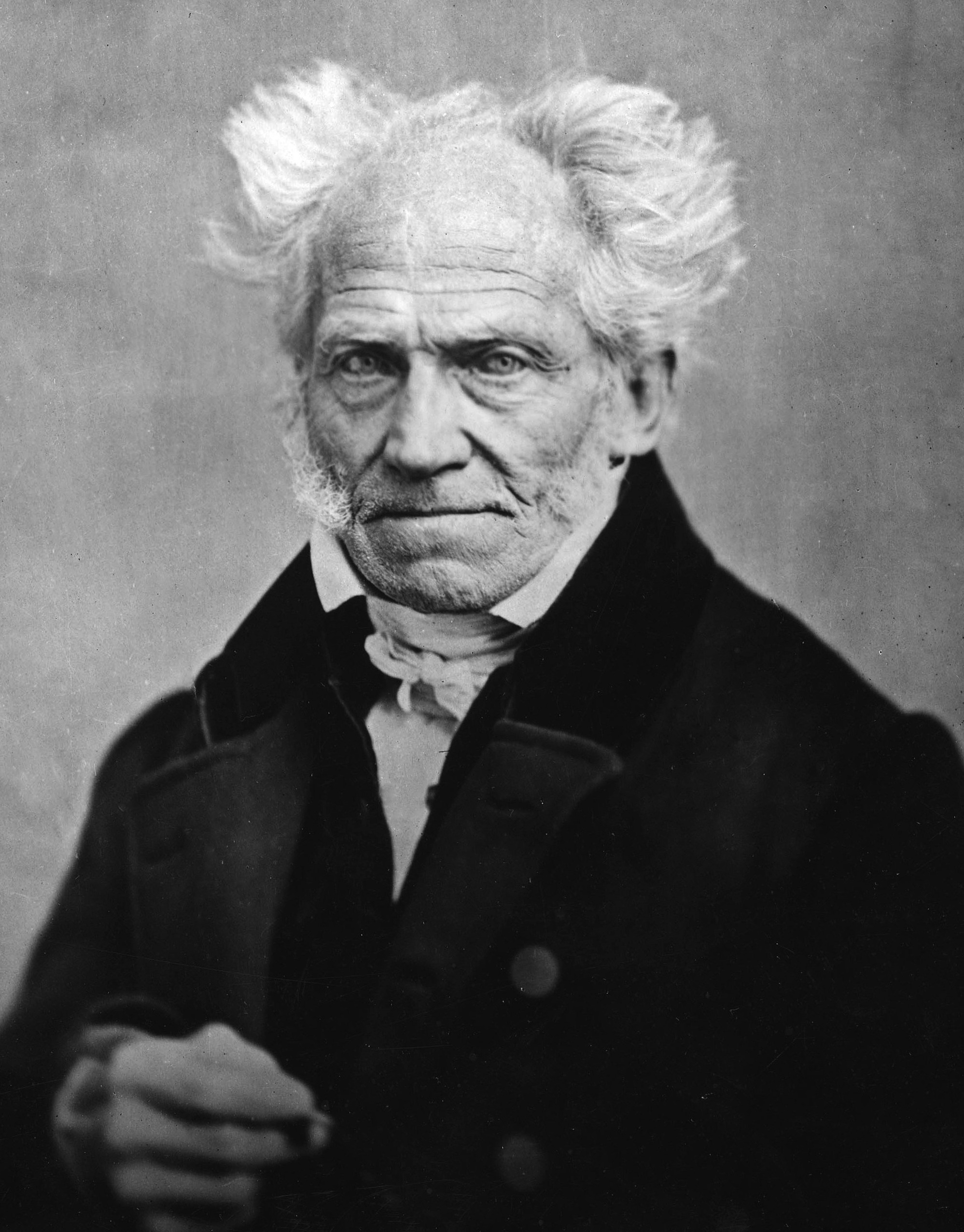
Arthur Schopenhauer, filósofo que adotou o irracionalismo ontológico

Irracionalismo (ou também crítica ao racionalismo) é uma designação pejorativa de críticas voltada ao racionalismo. Enquanto o irracionalismo é, neste sentido, geralmente entendido como um movimento filosófico ambiguamente definido dos séculos XIX e início do XX, tais críticas "não compartilham uma tradição filosófica tanto quanto uma disposição cética em relação à noção, comum entre os pensadores modernos, que existe apenas um padrão de racionalidade ou razoabilidade, e que esse padrão é ou deve ser tirado das pressuposições, métodos e lógica das ciências naturais."
A filosofia do racionalismo, entendida como tendo surgido pela primeira vez nos escritos de Francis Bacon e René Descartes, recebeu uma variedade de críticas desde o seu início. Isso pode implicar uma visão de que certas coisas estão além da compreensão racional, que a racionalidade total é insuficiente para a vida humana ou que as pessoas não são instintivamente racionais e progressistas.
O irracionalismo ontológico, posição adotada por Arthur Schopenhauer, descreve o mundo como não organizado de forma racional. Visto que os humanos nascem como manifestações do corpo de uma busca irracional por um significado, eles são vulneráveis à dor e ao sofrimento.
Oswald Spengler argumentou que a visão materialista de Karl Marx foi baseada na ciência do século XIX, enquanto o século XX seria a era da psicologia:
"Não acreditamos mais no poder da razão sobre a vida. Sentimos que é a vida que domina a razão."— Oswald Spengler. Politische Schriften, 1932.

## História
György Lukács acreditava que o primeiro período de irracionalismo surgiu com Schelling e Kierkegaard, em uma luta contra o conceito dialético de progresso abraçado pelo idealismo alemão.